# Peter Ebere Okpaleke

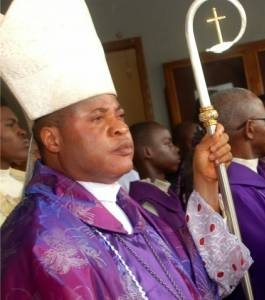
Bischof Peter Ebere Okpaleke (2018)

Kardinalswappen von Peter Ebere Okpaleke

Peter Ebere Kardinal Okpaleke (* 1. März 1963 in Amesi, Anambra, Nigeria) ist ein nigerianischer Geistlicher und römisch-katholischer Bischof von Ekwulobia. 

## Leben
Peter Okpaleke und sein Zwillingsbruder Paul (†) waren zwei der sechs Kinder von Reuben Ezeuko Okpaleke und Bridget Ekejimma Okpaleke aus der Familiensippe Umuokpalawuzie im Dorf Umuocha, Amesi, Aguata LGA im Bundesstaat Anambra im westafrikanischen Nigeria. Die Zwillinge wurden am 1. April 1963 von Pater J. Sheehan getauft. Peter Okpaleke verbrachte seine frühe Kindheit in Uga und wuchs bei seiner Großmutter mütterlicherseits, Evelyn Abiahuaku Ibekwe, auf.
Okpaleke besuchte die Oganiru Primary School in Uga (1971–1976) und die Uga Boys' Secondary School in Uga (1976–1981). Er studierte Philosophie und Theologie im Priesterseminar St. John Bosco Seminary in Isuaniocha in Awka (1982–1983), dem Bigard Memorial Seminary in Ikot Ekpene, heute das St. Joseph's Major Seminary, (1983–1987) und dem Bigard Memorial Seminary in Enugu (1988–1992). Am 22. August 1992 empfing er durch Bischof Simon Akwali Okafor das Sakrament der Priesterweihe. Er war stellvertretender Sekretär des Bischofs (1992–1995), studierte kirchliches Verwaltungsrecht an der Catholic Institute of West Africa (CIWA) in Port Harcourt (1995–1997) und war Finanzverwalter im Bistum Awka (1997–1999). Zudem war er in verschiedenen seelsorgerischen Aufgaben eingebunden. An der Päpstlichen Universität Santa Croce in Rom absolvierte er ein kirchenrechtliches Doktoratsstudium (1999–2002) und war anschließend Kanzler des Bistums Awka (2002–2011).
Okpaleke gehört seit 1995 der Canon Law Society of Nigeria an. Von 2009 bis 2013 war er außerdem Koordinator für Forschung und Publikationen der Canon Law Society of Nigeria. Derzeit ist er Vorsitzender der Kommission für Kirchenrecht der Katholischen Bischofskonferenz von Nigeria (CBCN), vormals war er Vorsitzender der Päpstlichen Missionsgesellschaften (PMS) der CBCN.
Am 7. Dezember 2012 ernannte ihn Papst Benedikt XVI. zum Bischof von Ahiara. Der Erzbischof von Owerri, Anthony John Valentine Obinna, spendete ihm am 21. Mai 2013 die Bischofsweihe; Mitkonsekratoren waren der Erzbischof von Jos, Ignatius Ayau Kaigama, und der Erzbischof von Abuja, John Kardinal Onaiyekan.
Schon vor seiner Weihe zeigten Priester und Laien ihren Unwillen über die Ernennung von Peter Okpaleke zum Bischof, denn Okpaleke gehört der Ethnie der Igbo an, während die meisten Katholiken in seiner Diözese Mbaise sind, was dort zu ethnischen Konflikten führte. Seine Gegner argumentierten, der Bischof von Ahiara müsse aus der Diözese selbst stammen. Junge Leute blockierten die Kathedrale von Ahiara, sodass die Bischofsweihe im benachbarten Erzbistum Owerri erfolgen musste.
Im Juli 2013 setzte Papst Franziskus übergangsweise (bis 2014) Kardinal Onaiyekan als Apostolischen Administrator ein. Im Juni 2017 verlangte Papst Franziskus von jedem der Priester des Bistums Ahiara eine persönliche, an ihn (den Papst) zu richtende schriftliche Loyalitätserklärung gegenüber Bischof Okpaleke. Wer dieser Forderung nicht binnen 30 Tagen nachkomme, werde suspendiert. Rund 200 Priester des Bistums Ahiara kamen der Aufforderung des Papstes nach.
Aufgrund des Widerstands einiger Mitglieder des Klerus der katholischen Diözese Ahiara konnte Bischof Peter den Bischofsstuhl nicht in Besitz nehmen und übte dort kein bischöfliches Amt aus. Da Bischof Okpaleke sein Bistum nicht betreten konnte, fanden auch keine Priesterweihen statt. Anfang 2018 warteten bereits 50 Seminaristen des Bistums Ahiara, die ihre Ausbildung abgeschlossen hatten, auf ihre Priesterweihe.
Am 19. Februar 2018 nahm Papst Franziskus den Amtsverzicht Peter Ebere Okpalekes auf das Bistum Ahiara an. Zum vorläufigen apostolischen Administrator wurde der Bischof von Umuahia, Lucius Iwejuru Ugorji, ernannt.
Am 5. März 2020 ernannte ihn Papst Franziskus zum ersten Bischof des mit gleichem Datum errichteten Bistums Ekwulobia. Die Amtseinführung fand am 29. April desselben Jahres statt.
Im Konsistorium vom 27. August 2022 nahm ihn Papst Franziskus als Kardinalpriester mit der Titelkirche Santi Martiri dell’Uganda a Poggio Ameno in das Kardinalskollegium auf. Die Besitzergreifung seiner Titelkirche fand am 5. Februar des folgenden Jahres statt. Am 7. Oktober 2022 berief ihn Papst Franziskus zum Mitglied des Dikasteriums für Laien, Familie und Leben. Kardinal Okpaleke nahm am Konklave 2025 teil, das Leo XIV. wählte.
Er ist Großkanzler und Vorsitzender des Aufsichtsgremiums der Tansian University in Umunya, Nigeria.

## Schriften
- The Administrator of Diocesan Property, 2002
- A Handbook on the Administration of Parish Property, 2002
- Conflict Prevention, Management and Resolution in the Church, 2004
- Irregular Unions (Marriages) and Denial of the Reception of Holy Communion, 2004
- Pastoral Visitation: Towards knowing the significance and necessary preparations, 2006
- The Role of Deans in Diocesan Apostolate, 2008
- The Establishment, Competence, Functions and Organization of Diocesan Pastoral Council, 2010
- I Believe in the Communion of Saints, 2011
- Consultative Process and not Democracy in the Catholic Church, 2012